# Hwasong-10
El Hwasong-10 (coreano: 《화성-10》형; Hanja: 火星 10型; lit. Marte Tipo 10), también conocido con los nombres BM-25 y Musudan (coreano: 무수단; Hanja: 舞水端), Es un misil balístico de alcance intermedio desarrollado por Corea del Norte. El Hwasong-10 fue revelado por primera vez a la comunidad internacional en un desfile militar el 10 de octubre de 2010 para celebrar el 65º aniversario del Partido del Trabajo de Corea, aunque los expertos creen que se trataba de maquetas del misil. El Hwasong-10 se asemeja en forma al misil lanzado desde un submarino R-27 Zyb de la Unión Soviética, pero es un poco más largo. Se basa en el R-27 Zyb, que utiliza un motor 4D10 propulsado por dimetilhidrazina asimétrica (UDMH) y tetróxido de nitrógeno (NTO). Estos propulsores son mucho más avanzados que los compuestos de queroseno utilizados en los misiles Scud y Hwasong-7 de Corea del Norte.
Desde abril de 2016, el Hwasong-10 ha sido probado varias veces, con dos aparentes éxitos parciales y varios fracasos. El Hwasong-10 no se mostró en los desfiles militares de abril de 2017 y febrero de 2018, lo que sugiere que el diseño no se había desplegado.
Suponiendo un alcance de 3.200 km, el Musudan podría alcanzar cualquier objetivo en el este de Asia (incluidas las bases militares estadounidenses en Guam y Okinawa). El inventario es inferior a 50 lanzadores.
En mayo de 2017, Corea del Norte probó con éxito un nuevo misil, el Hwasong-12, con un alcance similar al del Hwasong-10. En el desfile militar de abril de 2017 se exhibió un nuevo misil en el lanzador móvil Hwasong-10, y es posible que el Hwasong-12 reemplace al Hwasong-10, que se mostró poco confiable durante su programa de prueba. El Hwasong-10 no se mostró en el desfile militar de febrero de 2018, lo que sugiere nuevamente que el diseño no se había desplegado.